# Clanton
Clanton is een plaats (city) in de Amerikaanse staat Alabama, en valt bestuurlijk gezien onder Chilton County.

## Demografie
Bij de volkstelling in 2000 werd het aantal inwoners vastgesteld op 7800.
In 2006 is het aantal inwoners door het United States Census Bureau geschat op 8512, een stijging van 712 (9,1%).

## Geografie
Volgens het United States Census Bureau beslaat de plaats een oppervlakte van
52,7 km², waarvan 52,6 km² land en 0,1 km² water.

## Plaatsen in de nabije omgeving
De onderstaande figuur toont de plaatsen in een straal van 40 km rond Clanton.